# Schleifmittel
Als Schleifmittel, Abrasive oder Abrasivstoffe, (englisch abrasives) werden Hartstoffkörner bezeichnet, die zum Schleifen, also zum Materialabtrag durch Zerspanen mit gebundenem Korn eingesetzt werden.
Man unterscheidet natürliche Kornwerkstoffe (Flint, Quarz, Korund, Schmirgel, Granat, Naturdiamant) und synthetische Kornwerkstoffe (Korunde, Siliziumcarbide, Chromoxide, kubisches Bornitrid, Diamanten).
Schleifmittel auf Unterlage werden auf Trägermaterialien aufgebracht. Das Schleifmittel sitzt dann an der Oberfläche von Schleifpapier, Schleifgewebe, Schleiffiber, Schleifvlies und Schleifschwämmen, die auch zu Schleifwerkzeugen wie etwa Schleifscheiben weiterverarbeitet werden.
Alternativ werden Schleifmittel zu Schleifkörpern geformt, indem man sie als Verbundwerkstoff in eine Matrix einbettet.
Als formgebende und verbindende Matrix werden eingesetzt:
- Bindemittel wie Kunstharze
- keramische Werkstoffe, die durch Brennen oder Sintern verfestigt werden
- Metalle, die ebenfalls durch Sintern verarbeitet werden.

Zu den Schleifkörpern zählen etwa Trenn-, Schrupp- und Diamantschleifscheiben, Honsteine, spezielle Radiergummis zum Reinigen von Oberflächen sowie Bürsten mit Schleifborstenbesatz.
Schleifmittel in nicht gebundener Form werden etwa als Pulver oder Pasten zum Polieren und Gleitschleifen, als Strahlmittel zum Strahlen und als Läppmittel zum Läppen eingesetzt.
Der allgemeine Sprachgebrauch zählt auch Stahlwolle und Stahlbürsten zu den Schleifmitteln, obwohl diese keine Schleifkörner enthalten, sondern durch die scharfen Kanten der Metallfäden bzw. des Metalldrahts spanabtragend wirken.

## Grundlagen
Der Kornwerkstoff von Schleifmitteln sollte
- möglichst hart und zäh sein, damit vom Werkstück Material abgetragen wird und Schleifkörner lange scharf bleiben;
- beständig sein gegen thermische (Wechsel-)Belastung, um hohen Bearbeitungstemperaturen und schnellen Temperaturwechseln standzuhalten, welche beim Schleifen durch Reibung entstehen;
- chemisch beständig sein, um bei hohen Drücken und Temperaturen im Kontakt mit Luft, Kühlschmierstoff und dem Material des Werkstücks keine unerwünschten chemischen Verbindungen einzugehen.

Der Verband der europäischen Hersteller von Schleifwerkzeugen FEPA gibt die Haltbarkeitsdauer von kunststoff- und schellackgebundenen Schleifmitteln mit 3 Jahren, die von gummigebundenen Schleifscheiben mit 5 Jahren und die von keramikgebundenen Werkzeugen mit 10 Jahren an, sofern der Hersteller keine anderen Angaben macht.

## Schleifmittelarten

### Korund
Korund ist das am häufigsten eingesetzte Schleifmittel. Seine Härte steigt mit dem Reinheitsgrad, der an der Farbe erkennbar ist. Die Zähigkeit kann demgegenüber durch Zusatz von Metalloxiden und Erhöhung der Abkühlgeschwindigkeit bei der Herstellung des Schleifmittels gesteigert werden. Nach seiner Zusammensetzung wird Korund unterschieden in:
- Brauner Normalkorund mit über 94 % Al2O3 (Aluminiumoxid) wird zum Bearbeiten unlegierter und niedriglegierter Stähle sowie Stahl- und Grauguss eingesetzt. Seine Zähigkeit erlaubt höhere Anpresskräfte.
- Halbedelkorund ist eine Mischung aus Normalkorund und weißem Edelkorund, mit dem Stähle hoher Härte und Festigkeit geschliffen werden, die nicht wärmeempfindlich sind.
- Edelkorund-weiß besteht zu über 99,9 % aus Al2O3. Aufgrund seiner Härte und Warmbeständigkeit bis 2000 °C eignet sich Edelkorund für zähharte Stähle über 60 HRC (Werkzeugstahl), zum Schleifen und Polieren von Glas und allen Stählen, die einen kühlen Schliff benötigen.
- Edelkorund-rosa weist geringe Fremdstoffanteile auf, die ihm eine etwas höhere Kornzähigkeit verleihen und aufgrund höherer Kantenfestigkeit die Verwendung zum Form- und Profilschleifen ermöglichen. Ansonsten entspricht er dem Edelkorund-weiß.
- Rubinkorund besitzt weitere Beimengungen lösbarer Metalloxide, insbesondere Cr2O3 (Chrom(III)-oxid). Höchste Zähigkeiten erlauben das Schleifen hochlegierter Stähle.

### Zirkonkorund
Zirkonkorund weist Beimischungen von 10–40 % Zirconiumoxid auf. Zirkonkorund wird als Mischung mit Normalkorund zu Schleifscheiben zum Hochdruckschleifen verarbeitet, mit denen hohe Zeitspanvolumina möglich sind.

### Siliciumcarbid
Siliciumcarbid ist wärmebeständig bis ca. 1600 °C und zeichnet sich durch harte, scharfkantige Kristalle aus. Ein Schleifkorn besteht meist aus einem oder nur wenigen Kristallen. Es ist härter und spröder als Korund. Das Anwendungsgebiet umfasst Nichteisenmetalle, rostfreie Stähle, keramische und mineralische Werkstoffe, kohlenstoffreiche Stähle und das Abrichten von Schleifkörpern. Siliciumcarbid neigt unter hohen Temperaturen zur Abgabe von Kohlenstoffatomen an kohlenstoffaffine Stoffe wie Eisen. Daneben gibt es noch das höherwertige grüne Siliciumcarbid zur Bearbeitung von Glas, Porzellan, Marmor, Edelstein, Kunststein, zur Feinbearbeitung von Leicht- und Buntmetallen sowie von Leder.

### Bornitrid
Kubisches Bornitrid (Borazon) ist der härteste bekannte Stoff nach Diamant und wird mittels Hochdrucksynthese bei 1600 °C und 70.000 bar aus hexagonal kristallinem Bornitrid hergestellt. Das kubisch kristalline Bornitrid kann sowohl als monokristallines wie auch als polykristallines Schleifkorn verwendet werden, wobei polykristallines eine höhere Zähigkeit aufweist. Als Bindemittel kommen Sinterbronze, Kunstharz und Keramik in Frage. Die Porosität der keramischen Bindung ist vorteilhaft für den Transport des Kühlmittels und der Späne. Die Schleifkörper werden auf stählerne Grundkörper gelötet oder auf keramische geklebt, um möglichst wenig des teuren Bornitrids einsetzen zu müssen. Die thermische Beständigkeit beruht auf der Bildung einer Schicht Bortrioxid, die jedoch wasserlöslich ist. Die Kühlmittel sollten also mineralisch oder wasserarm sein.
Bornitrid ist beständig bis rund 1300 °C. Ab etwa 730 °C übersteigt seine Härte sogar die von Diamant. Bornitrid eignet sich so zum Präzisionsschleifen von Diamant bei hohen Temperaturen und dem Schleifen zähharter Stähle wie HSS-Stahl, Warm- und Kaltarbeitsstahl. Bornitrid ist ungeeignet für weiche Stähle, Hartmetalle, Nichteisenmetalle, Beschichtungen aus Chrom und Nickel sowie Nichtmetalle.

### Diamant
Diamant ist der härteste natürlich vorkommende Stoff, jedoch nur bis 800 °C beständig. Natürliche Diamanten sind in der Regel etwas härter als künstlich hergestellte. Künstliche Diamanten weisen eine geringe Färbung auf, die durch metallische Verunreinigungen im Herstellungsprozess hervorgerufen wird. Drei verschiedene Arten des Diamantschleifkorns werden verwendet:
- monokristallines Korn mit einer Vielzahl von Schneiden,
- länglich kristallisierte Körnungen, die bei ausgerichteter Einbindung in den Schleifkörper eine gute Ausnutzung des Schleifmittels erlauben und
- gesinterte Körnung, die wesentlich zäher ist und hohe Oberflächengüten zulässt.

Je nach Verwendungszweck wird Industriediamant in Nickel, Kupfer, Kunstharz oder einer speziellen Legierung eingebunden oder galvanisch auf einem Stahlgrundkörper fixiert. Schleifmittel aus Diamant dienen zum Präzisionsschleifen von Hartmetall, Grauguss, Glas, Keramik, Porzellan, feuerfesten Steinen, Germanium, Graphit, Schneidkeramik, Silizium, Gummi, Buntmetall, Eisencarbidlegierungen, Nickel- und Chromlegierungen, Werkzeugstählen mit großem Kohlenstoff- und geringem Vanadiumanteil sowie gehärteten Stählen wie Wälzlagerstahl.

## Klassifizierung der Korngröße
| Korngröße in μm | FEPA F (fest) | FEPA P (flexibel) | JIS R6001 1973 | ANSI |
| --------------- | ------------- | ----------------- | -------------- | ---- |
| 4125            | F5            |                   |                |      |
| 3460            | F6            |                   |                |      |
| 2900            | F7            |                   |                |      |
| 2460            | F8            |                   |                |      |
| 2085            | F10           |                   |                |      |
| 1815            |               | P12               |                |      |
| 1765            | F12           |                   |                |      |
| 1470            | F14           |                   |                |      |
| 125             |               | P120              | J100           | 100  |
| 129             | F100          |                   |                |      |
| 17,3 ± 1        | F400          |                   |                |      |
| 18,3 ± 1        |               | P1000             |                |      |
| 20              |               |                   | J800           |      |
| 12              |               |                   |                | 800  |
| 10,3 ± 0,8      |               | P2000             |                |      |
| 8               |               |                   | J2000          |      |
| 5,5             |               |                   |                | 1200 |
| 5               |               | P5000             |                |      |
| 4,5 ± 0,8       | F1000         |                   |                |      |
| 1,2 ± 0,3       | F2000         |                   | J 8000         |      |

Schleifmittel werden nach ihrer Korngröße in grobe, mittlere, feine oder sehr feine Körnungen eingeteilt. Vom europäischen Verband der Schleifmittelhersteller (FEPA) wurden Werte zur Kornklassifizierung festgesetzt. Der kennzeichnende Wert der Körnung wird als Mesh bezeichnet und entspricht der Anzahl der Fäden pro Zoll des Siebs, mit dem die Körnung separiert wurde. Je höher die Anzahl der Fäden bzw. der Maschen, desto feiner ist die Körnung.
Die FEPA unterscheidet zwischen starren Schleifmitteln, wie Schleifscheiben, und flexiblen Schleifmitteln, wie Schleifpapier und Schleifbändern. Die Schleifmittel erhalten je nach Art einen Buchstabenzusatz, dabei kennzeichnet P die flexiblen Schleifmittel (z. B. P120) und F die starren (z. B. F180). Zu beachten ist hierbei jedoch, dass diese Buchstabenzusätze nur für Korund und Siliciumcarbid gültig sind. Sollte es sich bei dem Schleifmittel um Diamant handeln, wird diese durch den Buchstaben D gekennzeichnet, während bei Bornitrid die Buchstabenkennung B verwendet wird.
Die Zahlenangaben sind nur ungefähr vergleichbar. So entspricht P100 nach FEPA für Schleifpapiere einer Korngröße von 0,162 mm während F100 nach FEPA für Schleifkörper einer Korngröße von 0,129 mm entspricht. J100 nach der japanischen Norm JIS R6001 entspricht einer Korngröße von 0,125 mm.
Die Korngrößenangaben für Diamantschleifmittel widersprechen der üblichen Systematik insofern, als hier ein höherer Zahlenwert eine gröbere Körnung kennzeichnet.